# Knipmolen
De Knipmolen is een windmolen in de Nederlandse gemeente Voorschoten. De molen staat aan de Vliet in de Knippolder onder Voorschoten, recht tegenover kasteel Duivenvoorde.
Het is een conisch gemetselde poldermolen met een rietgedekte kap en met een buitenscheprad. De opvoerhoogte bedraagt ongeveer 0,85 meter. De vlucht bedraagt 14,50 meter.
De molen dateert van 1814 en is sinds de jaren 60 eigendom van de gemeente Voorschoten. De polder is sinds 1979 in beheer bij het hoogheemraadschap van Rijnland.
De Knippolder en de Knipmolen worden al in 1641 vermeld, dus de huidige molen had een voorganger.

## Herkomst naam
De Kniplaan, de Knippolder en de Knipmolen zijn vernoemd naar een voormalige hoefsmederij annex herberg aan de Vliet nabij een zogenaamde "knijp", een vernauwing in de Vliet, met aldaar een wad of doorwaadbare plaats. Op een gegeven moment is op die plek een "gantel" dat wil zeggen een kwakkel (brug) geplaatst. Zo'n oversteekplaats is een logische plek voor een herberg want bij hoog water moest men wachten om te kunnen oversteken.